# Terhi Mertanen
Terhi Eveliina Mertanen  (* 4. April 1981 in Joensuu) ist eine ehemalige finnische Eishockeyspielerin, die seit 2021 Cheftrainerin der Frauenmannschaft von TPS Turku aus der Auroraliiga ist. Mertanen gewann mit der finnischen Frauen-Nationalmannschaft zwei Bronzemedaillen bei Weltmeisterschaften und die Bronzemedaille bei den Olympischen Winterspielen 2010.

## Karriere
Terhi Mertanen wurde im Nachwuchsbereich von Jokipojat Joensuu ausgebildet und spielte ab 1999 für KalPa Kuopio in der Naisten SM-sarja, der höchsten Spielklasse Finnlands. 2011 wechselte sie innerhalb der SM-sarja zu den Espoo Blues, mit denen sie 2002 ihre erste finnische Meisterschaft gewann. Nach diesem Erfolg verließ sie die Blues und wechselte zu Oulun Kärpät, für das sie bis 2008 aktiv war. Anschließend folgten zweieinhalb Jahre bei den Espoo Blues, in denen sie 2009 eine weitere Meisterschaft gewann. Zudem nahm sie mit den Blues am European Women Champions Cup teil. Während der Saison 2010/11, im Oktober 2010, entschied sie sich für einen Wechsel zu den ZSC Lions Frauen aus der Leistungsklasse A und gewann mit diesen 2011 und 2012 jeweils die Schweizer Meisterschaft. Zudem nahm sie mit den Lions am European Women Champions Cup und dem EWHL Super Cup 2011/12 teil.
Zwischen 2012 und 2015 spielte sie abermals für Espoo in der SM-sarja und gewann 2015 ihre vierte Meisterschaft. Anschließend beendete sie ihre Spielerkarriere und wurde 2016 Assistenztrainerin des Nachfolgeteams Espoo United.  2017 wechselte sie in den Trainerstab von Saimaan Pallo und war dort Cheftrainerin des Frauenteams aus der drittklassigen Naisten Suomi-sarja. Zwischen 2019 und 2021 war sie Assistenztrainerin der Frauenmannschaft von RoKi aus der Naisten Mestis und qualifizierte sich mit dieser 2020 für die höchste Spielklasse, die inzwischen in Naisten Liiga umbenannt worden war. Diese Position hatte sie bis 2021 inne, ehe sie innerhalb der Naisten Liiga zu TPS Turku wechselte und dort Cheftrainerin wurde.

### International

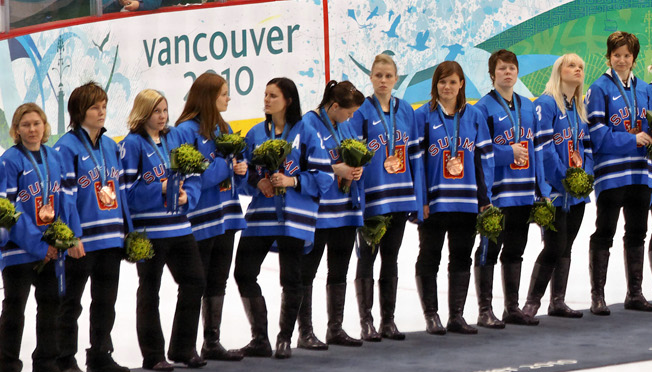
Terhi Mertanen (4. v.r.) nach dem Gewinn der Bronzemedaille bei den Olympischen Spielen 2010

Terhi Mertanen gehörte zwischen 2000 und 2013 zum erweiterten Kader der finnischen Nationalmannschaft und gewann mit dieser bei der Weltmeisterschaft 2004 und 2011 die Bronzemedaille. Ihr internationales Debüt gab sie bei der Weltmeisterschaft 2001 (Platz 4) und nahm im folgenden Jahr an den Olympischen Winterspielen 2002 teil (Platz 4). Weitere Einsätze bei Weltmeisterschaften folgten 2005 und 2011, außerdem nahm sie an den Olympischen Winterspielen 2006 in Turin teil (Platz 4).
Bis zu den Olympischen Spielen 2010 hatte sie bereits 135 Länderspiele absolviert. Bei den Olympischen Winterspielen in Vancouver 2010 gewann sie die Bronzemedaille. 2012 absolvierte sie ihre fünfte und letzte Weltmeisterschaft, bei der sie mit der finnischen Frauenauswahl erneut den vierten Platz belegte.

## Erfolge und Auszeichnungen
- 2002 Finnischer Meister mit den Espoo Blues
- 2004 Bronzemedaille bei der Weltmeisterschaft
- 2009 Finnischer Meister mit den Espoo Blues
- 2010 Bronzemedaille bei den Olympischen Winterspielen
- 2011 Schweizer Meister mit den ZSC Lions Frauen
- 2011 Bronzemedaille bei der Weltmeisterschaft
- 2012 Silbermedaille beim IIHF European Women Champions Cup
- 2012 Schweizer Meister mit den ZSC Lions Frauen
- 2013 Finnischer Meister mit den Espoo Blues
- 2013 Beste Vorlegengeberin der SM-sarja
- 2015 Finnischer Meister mit den Espoo Blues

## Karrierestatistik
(Legende zur Spielerstatistik: Sp oder GP = absolvierte Spiele; T oder G = erzielte Tore; V oder A = erzielte Assists; Pkt oder Pts = erzielte Scorerpunkte; SM oder PIM = erhaltene Strafminuten; +/− = Plus/Minus-Bilanz; PP = erzielte Überzahltore; SH = erzielte Unterzahltore; GW = erzielte Siegtore; 1 Play-downs/Relegation; Kursiv: Statistik nicht vollständig)